# پدریک‌تاون (نیوجرسی)
پدریک‌تاون (به انگلیسی: Pedricktown) یک منطقهٔ مسکونی در ایالات متحده آمریکا است که در اولدمنز، نیوجرسی واقع شده‌است. پدریک‌تاون ۲٫۳۴۵ کیلومتر مربع مساحت و ۵۲۴ نفر جمعیت دارد و ۳ متر بالاتر از سطح دریا واقع شده‌است.